# RSVP (skrótowiec)

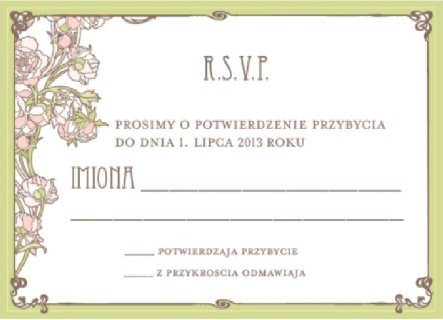
Przykładowa karta R.S.V.P. dodawana do zaproszeń

RSVP (lub R.S.V.P., R.s.v.p.) – skrótowiec pochodzący od francuskiego zwrotu répondez s’il vous plaît (dosłownie: proszę odpowiedzieć), umieszczany na zaproszeniach, gdy zapraszający oczekuje potwierdzenia zamiaru przybycia zapraszanego.
Według savoir-vivre’u odpowiedzi należy udzielić niezwłocznie, najlepiej tego samego dnia, najpóźniej w ciągu 24 godzin; ewentualnie do dnia podanego na zaproszeniu. Do zaproszeń weselnych często dołącza się kartę na odpowiedź (którą bez zbędnej zwłoki należy odesłać). Pisemne zaproszenia wymagają pisemnej odpowiedzi, chyba że podano numer telefonu, pod którym oczekuje się odpowiedzi. W niektórych przypadkach wystarczy ustne potwierdzenie przybycia – zwłaszcza przy nieformalnych, choć pisemnych, zaproszeniach.
Dopisek: en cas d’empechement (ang. regrets only), oznacza: odpowiedzieć w przypadku niemożności przybycia i w przypadku przyjęcia zaproszenia zwalnia od udzielenia odpowiedzi.